# Manaria Friends
Manaria Friends (マナリアフレンズ Manaria Furenzu?), anteriormente Rage of Bahamut: Manaria Friends (神撃のバハムート マナリアフレンズ Shingeki no Bahamūto: Manaria Furenzu?), es una serie de anime japonés inspirado en el videojuego Rage of Bahamut creado por Cygames. Originalmente estaba programado para estrenarse en abril de 2016, antes de ser pospuesto y reprogramado para enero de 2019. La serie de anime tiene licencia en todo el mundo (excepto Asia) por Sentai Filmworks.

## Sipnosis
Mysteria Academy es una prestigiosa escuela de magia que enseña magia sin discriminación a las tres facciones (hombres, dioses, demonios), que generalmente se enfrentan en batalla entre sí. Dos de los estudiantes de la academia son Anne, una princesa y estudiante de honor, y Grea, una princesa nacida de un dragón y un humano.

## Personajes
Anne (アン An?)
 Seiyū: Yōko Hikasa
Princesa de Mysteria y estudiante de la Academia de Magia de Mysteria. Este prodigio mágico ha sido capaz de comandar espíritus guardianes desde una edad temprana. Alegre y siempre tratando de hacer lo correcto, atrae a los demás con el carisma heredado de su padre, el rey. De todos modos, ella puede ser atolondrada de vez en cuando. Se preocupa profundamente por su amiga Grea.
Grea (グレア Gurea?)
 Seiyū: Ayaka Fukuhara
Una niña mitad humana, mitad dragón que era una inadaptada en el hogar de los dragones. Grea se inscribió en la Academia de Magia de Mysteria para probar la vida con los humanos. Inicialmente, estaba acomplejada por su apariencia, pero su amistad con Anne la está ayudando a tener más confianza. Aunque esto nunca se hace completamente explícito, Grea parece tener sentimientos románticos por Anne, quien es su verdadera amiga en Mysteria.
Hanna (ハンナ Han'na?)
 Seiyū: Nana Mizuki
La presidenta de la clase en la Academia de Magia Mysteria. Su amor por la escuela y su sentido de la responsabilidad son insuperables, lo que la convierte en una de las favoritas de los demás estudiantes. Está tan orgullosa como es capaz, pero no siempre tiene la confianza para decir lo que realmente siente.
Owen (オーウェン Ōwen?)
 Seiyū: Wataru Hatano
Un centinela real que ha venido a la academia como guardaespaldas de Anne. A veces puede ser un poco rígido o demasiado formal, pero su preocupación por Anne es tan real como parece. Estudia en la academia.
Lou (ルゥ Rū?)
 Seiyū: Kimiko Koyama
Una estudiante de primer año espaciosa y tonta pero adorable. Se convierte en la mejor amiga de un observador, un monstruo con forma de globo ocular que cayó del cielo. Aunque todavía le queda un largo camino por recorrer cuando se trata de aprender magia, disfruta de la vida en la academia.
Miranda (ミランダ Miranda?)
 Seiyū: Kikuko Inoue
Una maestro de magia sagrada en la Academia de Magia Mysteria. Aunque su forma de hablar tiende a ser atrevida en ocasiones, esencialmente siempre está pensando en lo que es mejor para los estudiantes. Su pasatiempo es la confección de ropa y su oficina está llena de atuendos cuestionablemente apropiados. Puede actuar un poco imprudente a veces.
William (ウィリアム Wiriamu?)
 Seiyū: Yuma Uchida
Un estudiante sobresaliente que se desempeña como asistente de biblioteca en la Academia de Magia Mysteria. Cuando hay presión, a veces empieza a hablar en el dialecto de su tierra natal. Tiene sentimientos románticos no correspondidos por la presidenta de la clase, Hanna.
Heinlein (ハインライン Hainrain?)
 Seiyū: Chiharu Sawashiro
Un maestro de magia de sombras en la Academia de Magia Mysteria. Su habilidad con la magia de las sombras lo ayuda a responder a cualquier desafío con ecuanimidad.
Poppy (ポピー Popī?)
 Seiyū: Lynn (actriz de voz)
Una estudiante de la Academia de Magia Mysteria. Conocedora, tranquila y serena, se desempeña como secretaria de la presidenta de la clase, Hanna.

## Producción
Originalmente titulada Rage of Bahamut: Manaria Friends, la serie es una adaptación del evento "Mysteria Academy" o "Manaria Mahō Gakuin" en el juego social Rage of Bahamut y no está relacionada con el anterior anime homónimo, que también fue adaptado del juego. Cygames anunció la adaptación en agosto de 2015. La serie fue originalmente anunciada como escrita y dirigida por Takafumi Hoshikawa, con animación de Studio Hibari. Megumi Ishihara proporcionaría los diseños de personajes de la serie y se desempeñaría como directora de animación en jefe. Kenichi Kurata fue el director de arte del anime y la música fue compuesta por Takashi Watanabe. Sin embargo, el 8 de marzo de 2016, todo el personal de la serie fue destituido "debido a diversas circunstancias". El 2 de octubre de 2018, se anunció que la serie se lanzaría como Manaria Friends, con CygamesPictures interviniendo para crear la serie. Además, Hideki Okamoto dirigió, Satoko Sekine escribió los guiones, Minami Yoshida proporcionó diseños de personajes y Takashi Watanabe compuso la música de la serie.

## Emisión y estreno
La serie estaba programada para salir al aire como parte del programa Ultra Super Anime Time de cortos de anime de Ultra Super Pictures, junto con Space Patrol Luluco y la segunda temporada de Kagewani. Aunque debería haberse estrenado el 1 de abril de 2016 y haber sido transmitido en Tokyo MX, BS11 y AT-X, sin embargo, el 8 de marzo de 2016, se anunció que la transmisión de la serie se había retrasado hasta nuevo aviso y su espacio en Ultra Super Anime Time fue ocupado por una retransmisión de la serie de anime de 2014 Puchim@s!! Petit Petit Idolm@ster, un derivado de la franquicia The Idolm@ster. Después de que se reemplazó al personal, se reprogramó para estrenarse del 20 de enero de 2019 al 24 de marzo de 2019.
Sentai Filmworks anunció que había adquirido los derechos mundiales, excluyendo Asia, de la serie de anime. Fue lanzado bajo el título Mysteria Friends y la serie duró 10 episodios. El 21 de abril de 2019, Sentai Filmworks lanzó un doblaje en inglés en HIDIVE.

### Lista de episodios
| # | Título                          | Estreno               |
| --- | ------------------------------- | --------------------- |
| 1 | «Anne and Grea»                 | 20 de enero de 2019   |
| Anne y Grea están charlando durante el desayuno escolar, cuando un incidente en la biblioteca obliga a Anne a dejarla e intentar arreglarlo.                                                                      |                                 |                       |
| 2 | «The Anguished Dragon Princess» | 27 de abril de 2019   |
| Grea sufre repentinamente una fiebre alta y Anne revisa los archivos "prohibidos" de la biblioteca tratando de encontrar una manera de curarla.                                                                   |                                 |                       |
| 3 | «The Princess' Day Off»         | 3 de febrero de 2019  |
| Anne y Grea pasan el día de compras en la ciudad. |                                 |                       |
| 4 | «Exam Period»                   | 10 de febrero de 2019 |
| Es época de exámenes en la escuela, y como todos estudian, Anne no pasa mucho tiempo con Grea. |                                 |                       |
| 5 | «The Academy Surrenders»        | 17 de febrero de 2019 |
| De repente, los monstruos atacan la escuela desde adentro y Anne se cuela para encontrar y rescatar a Grea. |                                 |                       |
| 6 | «Floating at Sea»               | 24 de febrero de 2019 |
| Mientras el resto de la clase se divierte en la playa, Anne y Grea emprenden su propia aventura privada. |                                 |                       |
| 7 | «Hide and Seek»                 | 3 de marzo de 2019    |
| Anne y Grea están de servicio en la biblioteca y, para pasar el tiempo, deciden jugar al escondite. |                                 |                       |
| 8 | «Backstage»                     | 10 de marzo de 2019   |
| La obra de la escuela está a punto de comenzar cuando Grea comienza a tener miedo escénico y Anne debe calmarla.                                                                                                  |                                 |                       |
| 9 | «One Day…»                      | 17 de marzo de 2019   |
| Es la temporada de invierno y Anne está triste y no se habla con Grea, lo que puede tener consecuencias nefastas no solo para ellos dos, sino también para el mundo entero.                                       |                                 |                       |
| 10 | «Their Promise»                 | 24 de marzo de 2019   |
| Las vacaciones de verano están a punto de comenzar, y con casi todos saliendo de la escuela para las vacaciones, Grea se da cuenta de que Anne y ella pronto se graduarán y que les queda muy poco tiempo juntas. |                                 |                       |

## Recepción
La serie fue muy apreciada por los críticos occidentales, tanto por la alta calidad de la animación como por la relación atractivamente representada entre los personajes principales con una gran cantidad de homoerotismo y subtexto lésbico, lo que permitió a Theron Martin de Anime News Network relacionar este programa con los mejores ejemplos de las obras de "recuentos de la vida yuri". Aunque estuvo de acuerdo en que contar una historia con demasiada mesura puede parecer aburrido y, por lo tanto, repeler a muchos espectadores, Theron recomendó esta serie a aquellos a quienes les gusta disfrutar del anime de recuentos de vida o buscan un programa con mucho potencial yuri.